# تعارة
تعارة هي قرية تقع غربي مدينة السويداء في سوريا في منطقة اللجاة وهي تابعة إلى ناحية المزرعة(السجن سابقاً) تقع فوق صبة بازلتية على أطراف سهل حوران الشرقية وعلى وادي قنوات وتوجد بين مجموعة من القرى الأُخرى مثل : الدور، الدويري، قراصة، وبصر الحرير وناحته في درعا، ويبلغ عدد سكانها حوالي 1200 نسمة، وتعتمد هذه القرية على الزراعة والتجارة آبار المياه الجوفية، ويمر بها وادي ينفصل بوسط القرية ويلتقي عند آخرها ويوجد مستنقعين ماء كبيران.

## التاريخ
قرية تعارة موجودة منذ العهود النبطية والرومانية والدلائل هي إعمارها القديم الذي يعود إلى العهود النبطية والرومانية والبيزنطية والعربية الإسلامية. أهم ما بقي فيها من آثار: عدد من الآبار المطوية؛ عدد من المباني المتهدمة التي ما زالت الأقواس واضحة فيها حيث بنيت فوق مبان أقدم منها شكلت تلة أثرية؛ بقايا سور زالت معالمه، وكانت تسمى (تل آره) وهي كلمة نبطية، ويسكنها الناس منذ ذاك الحين إلى أن هاجر الناس منها بسبب الجفاف الذي ضرب المنطقة في ذاك الحين إلا أن بعض الناس بقوا فيها وبعدها أتت مجموعة من الدروز الموحدين وعاشوا بها وأعادوا مهنة الزراعة والرعي بها بشكل ملحوظ، وبعد سنين قليلة عادت الأمطار إلى هذه المنطقة وعادت الحياة طبيعية بها.

## طبيعة البناء والطبيعة الجغرافية
تمر فيها طريق مزفتة متفرعة عن طريق دمشق-إزرع-السويداء، وتؤلف الأبنية القديمة المبنية من الحجر البازلتي، المتوضع بعضها فوق بعض، نواة القرية، شيدت حولها منازل من الأسمنت المسلح من طابق واحد امتدت على جانبي الطريق العام شرقي القرية.
من أهم المحاصيل الزراعية في القرية هي : الزيتون، القمح، الشعير، العنب والتفاح، على مساحة تبلغ 638هـ، وتشرب القرية من بئر ارتوازية غزارتها 8م3/سا.

## المهن
يمارس أهل قرية تعارة مهن عديدة منها : الزراعة التي امتهنها الاجداد ومازال الشباب متابع فيها إضافة إلى تربية المواشي والتي ازدهرت مؤخرا في القرية، هذا ويعمل الكثير من شباب القرية في المهن الحرة المختلفة واكثرها تلبيس الحجر.
‌